# エンブレイサブル・ユー
「エンブレイサブル・ユー」（Embraceable You）は、ジョージ・ガーシュウィンが作曲し、アイラ・ガーシュウィンが作詞したポピュラー・ソング。
この楽曲は、ジャズ・スタンダードの一つとして知られている。1928年に『イースト・イズ・ウェスト (East Is West)』というタイトルの未発表のオペラのために書かれたものだった。1930年に発表され、フレッド・アステアが振り付けした歌とダンスをジンジャー・ロジャースがパフォーマンスした、その年のブロードウェイ・ミュージカル『ガール・クレイジー (Girl Crazy)』に取り入れられている。
ビリー・ホリデイによる1944年の録音は、2005年にグラミーの殿堂入りを果たした。

## 主な収録アーティスト
- ナット・キング・コール
- エラ・フィッツジェラルド
- ダイナ・ワシントン
- ビリー・ホリデイ
- エロル・ガーナー
- ハービー・ハンコック
- チャーリー・パーカー
- チェット・ベイカー
- ジェリ・アレン